# Poginki (przystanek kolejowy)
Poginki (ukr. Погіньки, ros. Погиньки) – przystanek kolejowy w pobliżu miejscowości Poginki, w rejonie kowelskim, w obwodzie wołyńskim, na Ukrainie. Leży na linii Zdołbunów – Kowel.